# Trinkaus-Bank

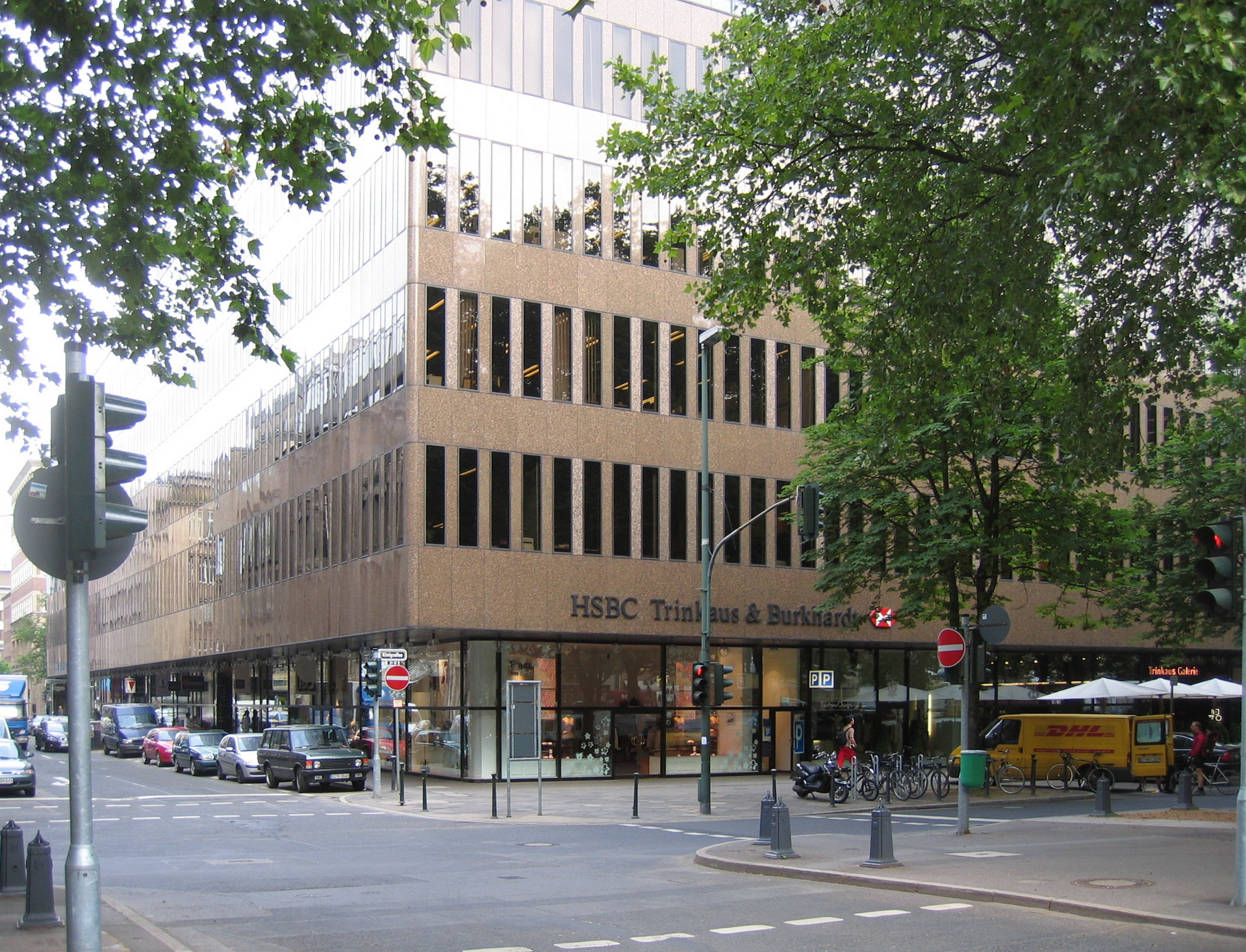
HSBC Trinkaus und Burkhardt, Hauptgebäude Frontansicht von der Königsallee

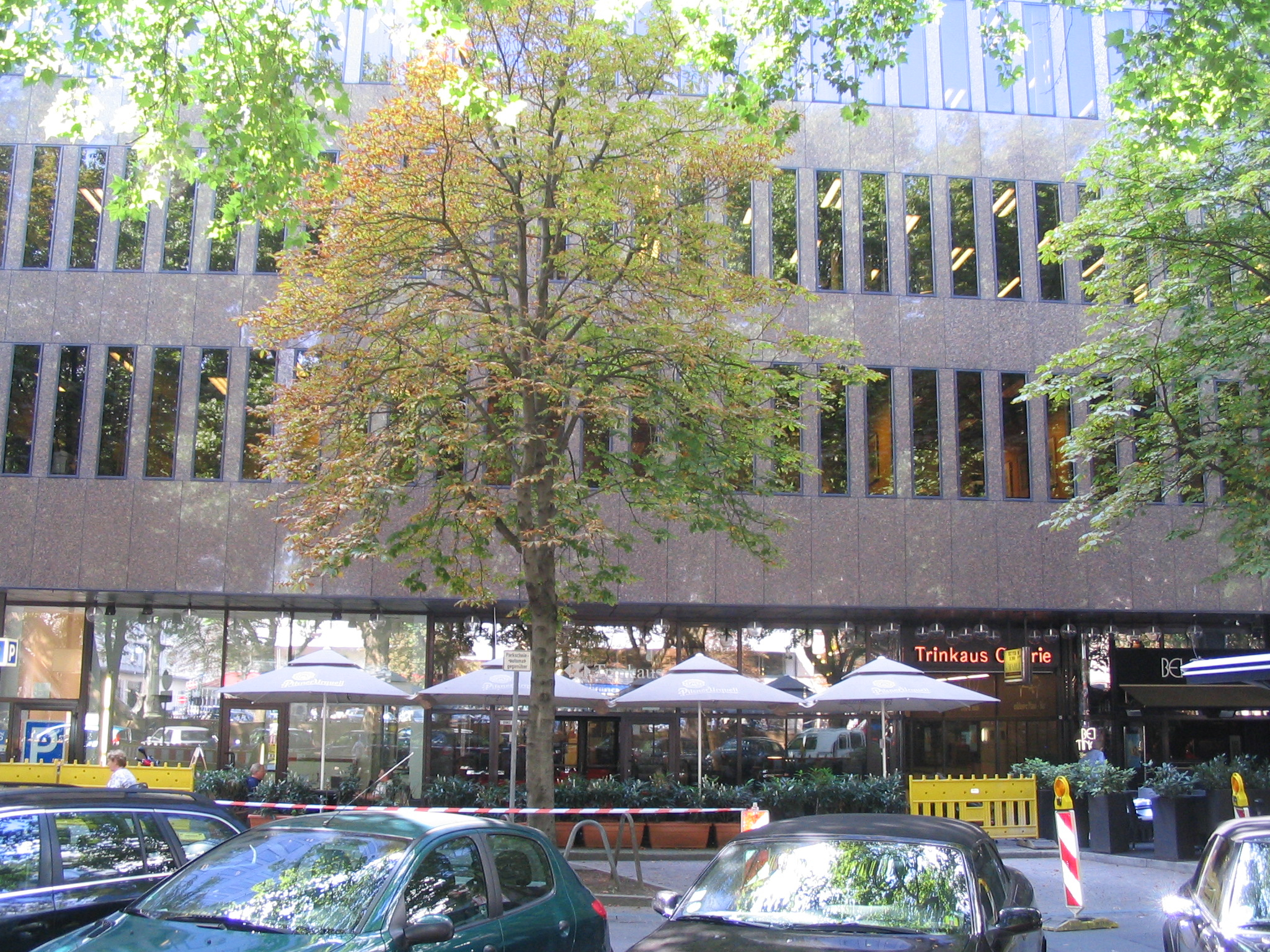
Trinkaus-Bank an der Königsallee

Das Büro- und Verwaltungsgebäude der Trinkaus-Bank (HSBC Trinkaus & Burkhardt AG) liegt an der Königsallee 21 bis 23 und an der Ecke Trinkausstraße in Düsseldorf. Es wurde 1972 bis 1975 nach Entwürfen von Hentrich, Petschnigg + Partner (Hans Hilgert und M. Zotter) erbaut. Verwendet wurde hierbei Gotenrot-Granit.

## Beschreibung
Paul Ernst Wentz beschreibt, dass die Farbe der Reflexionsgläser, Aluminiumrahmen sowie der Granitverkleidung miteinander harmonieren. Durch ein Foyer im Erdgeschoss ist der Zugang zu dem Bank- und Kassenraum im ersten Obergeschoss über Rolltreppen möglich. „Zwei flächengleiche Festpunkte“ enthalten Aufzüge und Treppen, die für den Vertikalverkehr sorgen.

„ Ein zur Königsallee gelegenes Foyer erschließt den Bank- und Kassenraum im ersten Obergeschoß über Rolltreppen. Das zweite bis vierte Obergeschoß enthalten Büroflächen, die sowohl als Einzelbüros wie auch als Großraumbüro genutzt werden. Aufzüge und Treppen in zwei flächengleichen Festpunkten besorgen den Vertikalverkehr. Das Erdgeschoß enthält außer dem Bankfoyer exklusive Läden. Passagen erweitern das Ladenzentrum auf Straßenebene über die Grundstücke der Nachbarschaft hinweg. Stahlbetonkonstruktion mit Stützen in einem Abstand von 8,70 m. Die flächenebene Fassade wird durch schmale Einzelfenster gegliedert. Die getönten Reflexionsgläser in dunkelbraun eloxierten Aluminiumrahmen stehen in Toneinheiten mit der Granitverkleidung der geschlossenen Fassadenflächen “

Jürgen Wiener betont, dass der Bauherr „kein Bankgebäude im üblichen Sinn“ wünschte. Vielmehr war es sein Wunsch, ein Bürogebäude zu schaffen, das ein „exklusives Geschäftszentrum“ enthalten sollte. Städtebaulich sollten durch Passagen eine Verbindung dreier Straßen geschaffen werden. Der Grundriss ist rechteckig, aber wirke auch „sehr blockhaft“. Der Einschnitt im Grundriss war nicht gewollt, sondern wird durch ein Nachbargebäude vorgegeben. Das Innere des Gebäudes wird durch „zwei flächengleiche Festpunkte“ gekennzeichnet, die als „zwei Verkehrskerne“ dienen und verschiedene Stockwerke miteinander verbinden.

„Das viergeschossige Bankgebäude erstreckt sich in der Düsseldorfer City entlang der Königsallee, der Trinkausstraße und der Heinrich-Heine-Allee. Der Bauherr plante kein Bankgebäude im üblichen Sinn, sondern ein Bürogebäude mit exklusivem Geschäftszentrum im zurückgesetzten Erdgeschoss, in dem durch Passagen eine Verbindung der drei Straßen geschaffen wird. […] Der Baukörper ist rechteckig, weist aber im Grundriß einen Einschnitt auf, der durch das benachbarten Gebäude entsteht. Der Bau erhebt sich über einer Konstruktion aus Stahlbeton, die auf pilzartigen Stützen in einem Abstand von 8,70 m ruht. An zwei flächengleichen Festpunkten im Innern des Gebäudes befinden sich Verkehrskerne, die die Ebenen miteinander verbinden. Die Fassade ist schlicht gehalten. Horizontal wird sie durch geschlossenen Flächen mit einer bräunlichen Granitverkleidung gegliedert, vertikal durch schmale Einzelfenster, die mit dunkelbraunem Aluminium umrahmt und mit Reflexgläsern verglast sind. Insgesamt wirkt das von HPP [Hentrich, Petschnigg + Partner] geplante Gebäude sehr blockhaft. “